# Loi Stratae
 (février 2024).
La mise en forme du texte ne suit pas les recommandations de Wikipédia : il faut le « wikifier ».
Les points d'amélioration suivants sont les cas les plus fréquents :
- Les titres sont pré-formatés par le logiciel. Ils ne sont ni en capitales, ni en gras.
- Le texte ne doit pas être écrit en capitales (les noms de famille non plus), ni en gras, ni en italique, ni en « petit »…
- Le gras n'est utilisé que pour surligner le titre de l'article dans l'introduction, une seule fois.
- L'italique est rarement utilisé : mots en langue étrangère, titres d'œuvres, noms de bateaux, etc.
- Les citations ne sont pas en italique mais en corps de texte normal. Elles sont entourées par des guillemets français : « et ».
- Les listes à puces sont à éviter, des paragraphes rédigés étant largement préférés. Les tableaux sont à réserver à la présentation de données structurées (résultats, etc.).
- Les appels de note de bas de page (petits chiffres en exposant, introduits par l'outil «  Source ») sont à placer entre la fin de phrase et le point final[comme ça].
- Les liens internes (vers d'autres articles de Wikipédia) sont à choisir avec parcimonie. Créez des liens vers des articles approfondissant le sujet. Les termes génériques sans rapport avec le sujet sont à éviter, ainsi que les répétitions de liens vers un même terme.
- Les liens externes sont à placer uniquement dans une section « Liens externes », à la fin de l'article. Ces liens sont à choisir avec parcimonie suivant les règles définies. Si un lien sert de source à l'article, son insertion dans le texte est à faire par les notes de bas de page.
- La présentation des références doit suivre les conventions bibliographiques. Il est recommandé d'utiliser les modèles {{Ouvrage}}, {{Chapitre}}, {{Article}}, {{Lien web}} et/ou {{Bibliographie}}. Le mode d'édition visuel peut mettre en forme automatiquement les références.
- Insérer une infobox (cadre d'informations à droite) n'est pas obligatoire pour parachever la mise en page.

Pour une aide détaillée, merci de consulter Aide:Wikification.
Si vous pensez que ces points ont été résolus, vous pouvez retirer ce bandeau et améliorer la mise en forme d'un autre article.
 (février 2024).
La loi stratae est l'article 72 des Usages de Barcelone qui ont été écrits en latin au XIe siècle. Cet article est appelé loi car il est considéré comme un droit traditionnel égal à celui d’une loi parlementaire et stratae du nom du premier terme de l’usage ainsi compilé en 1544 :« Stratae et viae publicœ, aquae currentes et fontes vivi, prata, pascuse, silvae  et  garricae et roche  in hac  patria  fundatse  sunt de  potestatibus, non  ut  habeant  per  alodium  vel  teneant  in dominio, sed sint omni tempore ad emparamentum cuncto illorum populo  sine  ullius  contrarietatis  obstaculo  et  sine aliquo  constituto  servicio . » 
En français l'article 72 des Usatges de Barcelona énonce que  « Les routes et les chemins publics , les eaux courantes, les fontaines vives, les près, les pâturages, les forêts, les garrigues et les rochers qui se trouvent en ce pays, sont aux puissances (de podestatibus) , non pas pour qu'elles les aient en alleu, ni qu'elles les possèdent en toute propriété, mais pour qu'ils soient en tout temps à l'usage (emparamentum, ou empriu) de leurs peuples, sans contradiction, ni obstacle, et sans charge d'aucune sorte ».
On l'interprète comme disant qu'un ensemble de biens qui sont, en fonction de leur nature, voués à l'usage des habitants sont sous le contrôle de puissances qui, à l'origine sont les comtes héréditaires de Barcelone. Ce contrôle correspond dans l'espace juridique laissé vacant par l'exclusion de l'alleu et du dominium, à une vague souveraineté, soit un pouvoir dépourvu d'effets concrets dans les modalités de l'utilisation réelle du territoire.
L'emprise, emparamentum ou Empriu (ca) » ne peut être que l'ancienne saisine du droit germanique, connue des Wisigoths de Septimanie et fondant le droit sur une situation de fait.
En somme, la loi Stratae attribue au souverain ou au seigneur haut justicier, parmi les eaux vives, forêts et montagnes, celles qui n'appartiennent à personne; mais le seigneur ne peut pas disposer de ces biens comme de sa chose propre; il doit en laisser la jouissance gratuite aux populations : la loi ne lui confère qu'un droit d'administration, de réglementation. Lorsqu'un pacage se trouvera sans usager, quand un ruisseau sera inutilisé, il ne sera plus permis au premier venu de s'en emparer sans titre; c'est au seigneur qu'il appartiendra de les répartir. Ainsi comprise, la loi stratae ne fit que reconnaître aux seigneurs un pouvoir de police dont ils avaient toujours usé, et que les comtes de Roussillon et de Cerdagne exerçaient longtemps avant l'introduction des Usages dans le pays.
La doctrine et la pratique invoquent la loi Stratae en faveur des habitants qui défendent leurs pâturages et leurs privilèges. L'affirmation que le Roussillon est un pays de « franc alleu » « où existe une faculté illimitée de pacage commun » rejoint la jurisprudence du Conseil souverain créé par Louis XIV lors de l'annexion du Roussillon pour lequel l'ancien « empriu » devient un usage et il comporte le droit pour toutes les bêtes d'aller pacager tant sur les communaux qui appartiennent aux villages ou aux seigneurs que sur toutes les propriétés particulières quand les récoltes sont enlevées. L' "empriu » est « une représentation opératoire de la pastoralité roussillonnaise » selon la thèse de Louis Assier-Andrieu.
Ce texte latin du XIe siècle est encore invoqué devant les tribunaux judiciaires et administratifs et y trouve, parfois, un écho favorable, et il est l'objet d'une affection populaire indéniable comme le montre le nombre d'ouvrages qui le mentionnent et le succès des conférences qui lui sont consacrées dans le pays catalan (Conférence de Michel Bougain à la SASL des P.-O. Loi Stratae et loi Camini et Strate, deux articles des usages millénaires de Barcelone qui persistent à régir les chemins des Pyrénées-Orientales - Samedi 29 juillet 2023 – Ille-sur-Têt. Voir aussi : Une conférence très suivie :  Sorède - 4 juin 2017 — Martine Camiade).
La  Cour  de  cassation  lui a reconnu la  valeur  d'un  « titre  positif  et  formel ». Sans se prononcer expressément sur la valeur juridique de la loi stratae, un arrêt de la Cour de cassation a confirmé une décision de la Cour d’appel de Montpellier ayant jugé  que les dispositions de la Lex Stratae étaient en vigueur et applicables sur le territoire de la commune d'Estavar, en Cerdagne, en conséquence de quoi une vente par la commune ne peut supprimer le droit d'usage des habitants sur les vacants de la commune.
D’autres jugements et arrêts l'ont écartée. Ainsi l’arrêt de la Cour d’appel de Montpellier infirme le jugement du TGI de Perpignan (27/04/2015) qui a fait application de la loi stratae à un droit de passage sur un chemin de la commune d’Arles sur Tech.
Il  résulte de la jurisprudence que les actes et conventions ne peuvent priver les titulaires de leurs droits d'usage.
Un jugement administratif a annulé un arrêté des ministres de la Défense nationale et des Finances  affectant à l’Armée  600 ha dépendant de la forêt domaniale de Barrès en considération des droits d’usage des communes concédés en 1302 par les rois d'Aragon.

## Sources
- Louis Assier Andrieu : Le destin de la loi Stratae : droit des puissances et droits du peuple en Catalogne, (Thèse Université de Toulouse 1985)
- Louis Assier Andrieu : Le peuple et la loi. Anthropologie historique des droits paysans en Catalogne française. (Librairie générale de droit et de jurisprudence, Paris, 1987, )
- Louis Assier Andrieu : La coutume dans la question forestière. La lutte d’une communauté des Pyrénées catalanes françaises (1820-1828). Revue forestière française, 1980,
- Louis Assier-Andrieu : Tradition juridique et changement politique : la persistance du droit commun catalan dans la province du Roussillon, Revue historique de droit français et étranger (1922-),